# Marc Stevens (actor)
Marc Stevens 2 de setembre de 1943 - 28 de gener de 1989), va ser un intèrpret eròtic estatunidenc. De vegades s'acredita com a Mark '10½' Stevens o Mark Stevens.

## Primers anys
Marc Stevens va néixer Mark Kuttner a Brooklyn el 1943. Va ser el tercer dels quatre fills dels pares jueus de primera generació Walter i Hannah. Va assistir a la Midwood High School a Brooklyn.

## Carrera
Stevens va ser una figura pionera de la indústria del sexe durant la dècada de 1970, a Nova York. Va aparèixer en més de 80 pel·lícules pornogràfiques; també va dirigir una companyia de dansa eròtica anomenada Le Clique i va actuar a espectacles sexuals en directe. Era bisexual i, tot i que va aparèixer favorablement en pel·lícules heterosexuals i loops porno, també va fer una sèrie de pel·lícules gais. Va ser un íntim associat de les principals figures de la indústria del sexe com Jason i Tina Russell, Annie Sprinkle, que també va ser la seva veïna durant un temps, Sharon Mitchell, Jamie Gillis, Georgina Spelvin i Gloria Leonard. Alt i prim, amb una musculatura ben definida, tenia el sobrenom de "10½" per la suposada mida del seu penis circumcidat. Va ser fotografiat per Robert Mapplethorpe.

## Filmografia destacada
Pel·lícules notables amb Marc Stevens són:
- The Devil in Miss Jones
- All about Gloria Leonard
- Michael, Angelo and David

## Reconeixement honorífic
Stevens va ser inclòs pòstumament a la Saló de la Fama XRCO el 30 d'abril de 2008. Va ser inclòs al Saló de la fama d'AVN el 26 de gener de 2019.

## Mort
Stevens va morir de sida el 1989.
Malgrat el seu protagonisme a la dècada de 1970 i el fet que va produir dues memòries (fa temps exhaurides i suposadament escrites per la seva mare), titulades 10½! i Making It Big, des de llavors, Stevens ha cridat relativament poca atenció.